# Uloborus rufus
Uloborus rufus là một loài nhện trong họ Uloboridae.
Loài này thuộc chi Uloborus. Uloborus rufus được miêu tả năm 1995 bởi Joachim Schmidt & Otto Krause.